# Cytisus borysthenicus
Cytisus borysthenicus är en ärtväxtart som beskrevs av Leopold F. Gruner. Cytisus borysthenicus ingår i släktet kvastginster, och familjen ärtväxter. Inga underarter finns listade i Catalogue of Life.